# Andrij Iwanow
Andrij Anatolijowycz Iwanow, ukr. Андрій Анатолійович Іванов, ros. Андрей Анатольевич Иванов, Andriej Anatoljewicz Iwanow (ur. 5 kwietnia 1965 w Magnitogorsku, w obwodzie czelabińskim) – ukraiński biznesmen pochodzenia rosyjskiego, jeden z współwłaścicieli Kyiv Investment Group.

## Życiorys
W 1987 roku ukończył studia w Wyższej Szkole Marynarki Wojennej im. Frunzego w Leningradzie, uzyskując tytuł inżyniera hydrometeorologa. Karierę zawodową rozpoczął jako wojskowy. Po zakończeniu studiów służył w Sewastopolu na krążowniku Moskwa.
Na początku lat 1990 rozpoczął działalność gospodarczą. Współpracował z branży samarską filią rosyjskiej Spółki Orimi, która dostarczyła ropę i olej do Ukrainy. Równolegle eksportował ukraiński metal, został inwestorem huty żelaza Zaporiżstal - potentata metalurgicznego na Ukrainie. W latach 2000–2006 zarządzał Spółką Zaporiżstal.
Wraz ze swoim partnerem Wasylem Chmelnyckim stworzył Spółkę Kyiv Investment Group (KIG), zajmującej się zakupem, rozwojem i sprzedażą aktywów. W różnych okresach obszarem zainteresowania KIG były Charchoprom (Spółka Iwanowa i Chmelnyckiego posiadała akcje Kyiwchliba i Kyiwmłyna, przedsiębiorstwa użyteczności publicznej (Kyiwenergoholding, który łączył Kyiwgaz, Kyiwenergo i Kyiwwodokanał). Ostatecznie KIG skoncentrował się na budownictwie przez spółkę UDP. Główne projekty KIG są skoncentrowane w stolicy Kijowie. Wśród nich - Centrum Handlowe Ocean Plaza, oraz jego druga linia, osiedla Nowopeczerskie Lipki i Miasteczko Parkowe, przyszły park przemysłowy Bionic Hill w pobliżu Kijowa. W 2012 roku powstało Centrum Handlowe Meganom w Symferopolu.
Ponadto, Wasyl Chmelnycki i Andrij Iwanow są współwłaścicielami firmy Majster-Awia, która zarządza Portem lotniczym Żuliany, oraz 50% akcji Spółki RTM, specjalizującej się w reklamie zewnętrznej.
Według ekspertów magazynu Fokus, Andrij Iwanow zajmuje 21. miejsce w rankingu 200 najbogatszych ludzi na Ukrainie z 1,015 mld dolarów. Magazyn Korespondent ocenił biznesmena o wiele mniej - tylko 145 mln dolarów (61. miejsce w rankingu Złotej Setki). W 2011 magazyn Forbes szacuje majątek na 153 mln dolarów. W 2012 w rankingu Złotej Setki Korespondent ulokował Andrija Iwanowa na 52. miejscu z majątkiem 184 mln dolarów. W 2013 roku Fokus ocenił jego majątek na 716,5 mln dolarów (28. miejsce w rankingu 200 najbogatszych ludzi na Ukrainie).
Jest żonaty i ma dwóch synów.